# 袁邪本王
袁邪本王（おざほのみこ、生没年不詳）は、古墳時代の皇族。

## 概要
袁邪本王は父の彦坐王と共に滋賀県愛知郡秦荘町・軽野神社の祭神となっている他、滋賀県長浜市・佐波加刀神社の祭神に名を連ねている。

### 宝賀寿男による異説
宝賀寿男は、兄の狭穂彦王は甲斐国造の祖とされるが、景行朝に活動した初代国造の塩海足尼が垂仁朝に活動した狭穂彦王の3世孫とするのは世代的に無理があり、塩海足尼の父とされる臣知津彦命の別名が袁邪本王であると主張している。

## 系譜
父は開化天皇の子である彦坐王、母は春日建国勝戸売の娘沙本之大闇見戸売（さほのおおくらみとめ）で、葛野別・近淡海蚊野別の祖にあたる。同母の兄弟に日下部連・甲斐国造の祖・狭穂彦王や若狭耳別の祖・室毘古王、垂仁天皇皇后の狭穂姫命がいる。